# Rio (album)
Rio je druhé album Duran Duran, které vyšlo v květnu 1982 u EMI Records.

## Verze

### LP - EMI, EMC3411 - UK, 1982
5:39 Rio

4:51 My Own Way 

3:52 Lonely In Your Nightmare 

3:40 Hungry Like The Wolf 

3:59 Hold Back The Rain 

5:31 New Religion 

4:18 Last Chance On The Stairway 

5:33 Save A Prayer 

5:12 The Chauffeur 

### LP - Capitol, ST-12211 - USA, 1982
5:28 Rio [US album remix]

4:36 My Own Way [carnival remix]

4:52 Lonely In Your Nightmare [US album remix]

5:14 Hungry Like The Wolf [127 B.P.M. night version]

6:32 Hold Back The Rain [US album remix]

5:31 New Religion 

4:18 Last Chance On The Stairway 

5:33 Save A Prayer

5:12 The Chauffeur

- americké vydání s jinými verzemi několika skladeb

### CD - EMI, 525 9190 - UK, 2001
5:33 Rio 

4:48 My Own Way 

3:48 Lonely In Your Nightmare

3:39 Hungry Like the Wolf 

3:47 Hold Back The Rain 

5:30 New Religion 

4:18 Last Chance on The Stairway 

5:25 Save A Prayer 

5:10 The Chauffeur

Video Tracks:

5:02 Rio [video version]

3:37 Hungry Like The Wolf [album version]

6:03 Save A Prayer [video version]

- remasterovaná verze
- obsahuje i 3 video klipy

## Umístění v hitparádách
- UK - No.2
- Švédsko - No.9
- Norsko - No.13

## Singly
- My Own Way
- Hungry Like The Wolf
- Save A Prayer
- Rio